# Long Away
Singles de Queen
Good Old-Fashioned Lover Boy
(1977) We Are the Champions / We Will Rock You
(1977)
Long Away est une chanson du groupe de rock britannique Queen, sortie en single en 1977, seulement dans quelques pays comme les États-Unis, le Canada ou encore la Nouvelle-Zélande. Il s'agit du cinquième et dernière extrait de l'album A Day At The Races, sorti en 1976. La chanson est écrite et chantée par Brian May.

## Historique
C'est l'une des rares chansons ou Brian May utilise une guitare autre que sa Red Special, une Baldwin à 12 cordes de 1967.
La chanson est à connotation nostalgique, décrivant que « pour chaque étoile au paradis, il y a une âme triste ici aujourd'hui ». Roger Taylor chante les parties les plus aiguës de la chanson, tandis que Freddie Mercury ne chante que pour réaliser le fond sonore. 

## Crédits
- Freddie Mercury : chœurs
- Brian May : chant principal, guitare électrique et chœurs
- Roger Taylor : batterie et chœurs
- John Deacon : basse